# قلعه چهل دختران
قلعه چهل دختران سیستان مربوط به دوره ساسانیان است و در دهستان کوه خواجه، بخش تیمورآباد، شهرستان هامون در روستای کوه خواجه واقع شده و این اثر در تاریخ ۳۰ تیر ۱۳۸۴ با شمارهٔ ثبت ۱۲۱۵۵ به‌عنوان یکی از آثار ملی ایران به ثبت رسیده است.

## قلعه چهل دختران
قلعه چهل دختر سیستان در بالای دره ذوالفقار یا همان دره سوخته قرار دارد. بنای قلعه چهل دختر بر روی سکوی سنگی بزرگی قرار دارد. سنگ های تشکیل دهنده سکو توسط خاک رس به هم متصل شده و در بالای سکو برای تشخیص استحکام بنا چندین ردیف روزنه قرار داده بودند. در فاصله 30 گزی (هر گز معادل 95 سانتی متر می باشد) از قلعه نیز بقایای چند کوخ سنگی و یک محوطه وجود دارد.   

## علت نامگذاری
علت نامگذاری چهل دختر بر روی این قلعه بدلیل داستان جالبی است که قرنها دهان به دهان چرخید.
نقل است که در گذشته، در این مکان چهل دختر دوشیزه زندگی میکرده اند که صدای قهقهه بلند آنان در تمام محوطه می پیچید تا زمانی که جادوگری با طلسم خود آنها را کشت و ثروت این چهل دختر در خاک سیستان مدفون شد. برخی دیگر می گویند با طلسم جادوگر که باعث مرگ چهل دختران شد، کل سیستان در خشم این طلسم فرورفت و باعث نحسی و خشکسالی در سیستان شد. باورهای قوم سیستانی بر این بوده که جادوگر در بیابان مرده و علت حرکت شنهای روان همین است. بنای قلعه چهل دختر بر روی سکوی سنگی بزرگی قرار دارد. سنگهای تشکیل دهنده سکو توسط خاک رس به هم متصل شده و در بالای سکو برای تشخیص استحکام بنا چندین ردیف روزنه قرار داده بودند.